# Muscina krivosheinae
Muscina krivosheinae är en tvåvingeart som beskrevs av Anatolii Mikhailovich Lobanov 1977. Muscina krivosheinae ingår i släktet Muscina och familjen husflugor.
Artens utbredningsområde är Turkmenistan. Inga underarter finns listade i Catalogue of Life.